# Franz Stöckli
Franz Stöckli (...) è un ex bobbista svizzero.

## Biografia
Viene ricordato come vincitore di una medaglia di bronzo nella sua disciplina, ottenuta ai campionati mondiali del 1950 (edizione tenutasi a Cortina d'Ampezzo, Italia) insieme ai suoi connazionali Franz Kapus, Heinrich Angst e Hans Bolli
Totalizzarono un tempo inferiore rispetto all'altra nazionale svizzera e a quella statunitense; ai mondiali del 1951 vinse un'altra medaglia di bronzo.